# Gordinești (Edineț)
Gordinești è un comune della Moldavia situato nel distretto di Edineț di 3.265 abitanti al censimento del 2004